# Haras de Vollezeele

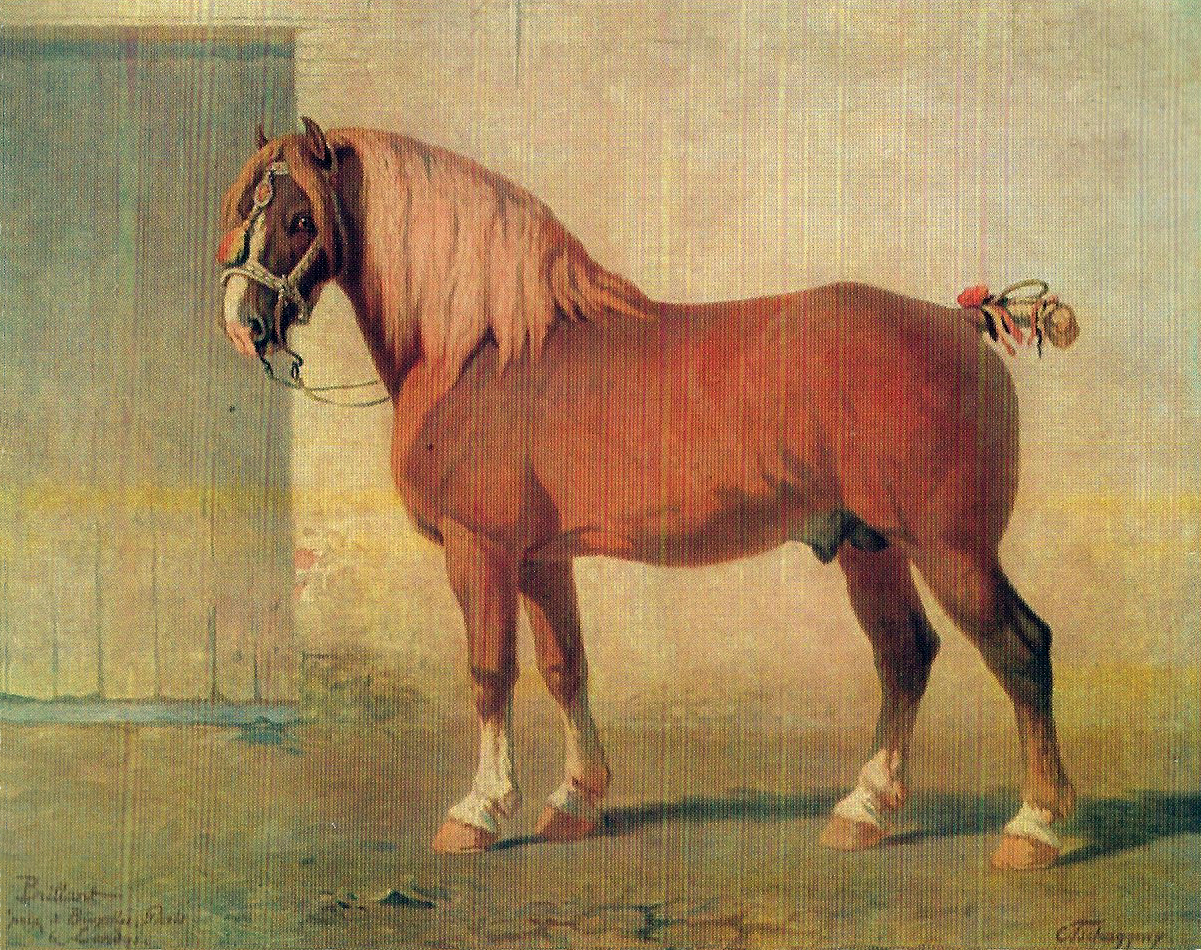
Brillant van Haras de Vollezeele

Haras de Vollezeele, vroeger ook gekend als Hof te Fonteyntjes, was een van de grootste stoeterijen van het Belgisch trekpaard in Vollezele.

## Geschiedenis[1]
In 1884 stond dit hof nog gekend als Hof te Fonteyntjes. Het is pas later (1891) dat de hoeve werd uitgebouwd tot een stoeterij, wanneer Vollezele bekend werd voor zijn succesvolle trekpaarden. Er werden toen 100 hengsten of ruinen in ondergebracht. 
De stoeterij bestond uit een langschuur (bouwjaar 1891), een aanbouw (1900), het wagenhuis (1900) en de paardenstallen (1900). De aanpalende woning werd in 1906 gebouwd. Tot slot werd in 1911 een grote stalvleugel en een knechtenwoning gebouwd. 
De langschuur werd gebruikt voor de opslag van stro. De houten karren werden erin ondergebracht. De aanbouw werd onder andere gebruikt wanneer drachtige merries moesten bevallen. 
De stoeterij had een zeer goede reputatie, zowel nationaal als internationaal. Kopers kwamen van zeer ver. Vooral het trekpaard Brillant speelde daarin een grote rol, als grote kampioen van veel wedstrijden. Deze wordt gezien als grondlegger van het Belgisch trekpaardenras.
In het Museum van het Belgisch Trekpaard kunnen bezoekers vandaag de geschiedenis rond het trekpaard leren kennen. 

## Monument
De stoeterij is erkend als beschermd monument bij het Agentschap Onroerend Erfgoed.